# (2783) Чернышевский
(2783) Чернышевский (лат. Chernyshevskij) — типичный астероид главного пояса, открыт 14 сентября 1974 года советским астрономом Николаем Черных в Крымской астрофизической обсерватории и 8 ноября 1984 года назван в честь философа, публициста, писателя и революционера Николая Чернышевского.

## Обнаружение и именование
(2783) Чернышевский
Открыт 14 сентября 1974 года в Научном Н. С. Черных.
Назван в память о русском писателе и философе Николае Гавриловиче Чернышевском (1828—1889).
Оригинальный текст (англ.)2783 Chernyshevskij
Discovered 1974-09-14 by Chernykh, N. at Nauchnyj.
Named in memory of Nikolaj Gavrilovich Chernyshevskij (1828—1889), Russian writer and philosopher.
Источники: DISCOVERY.DB; M.P.C. 9215.

## Орбита

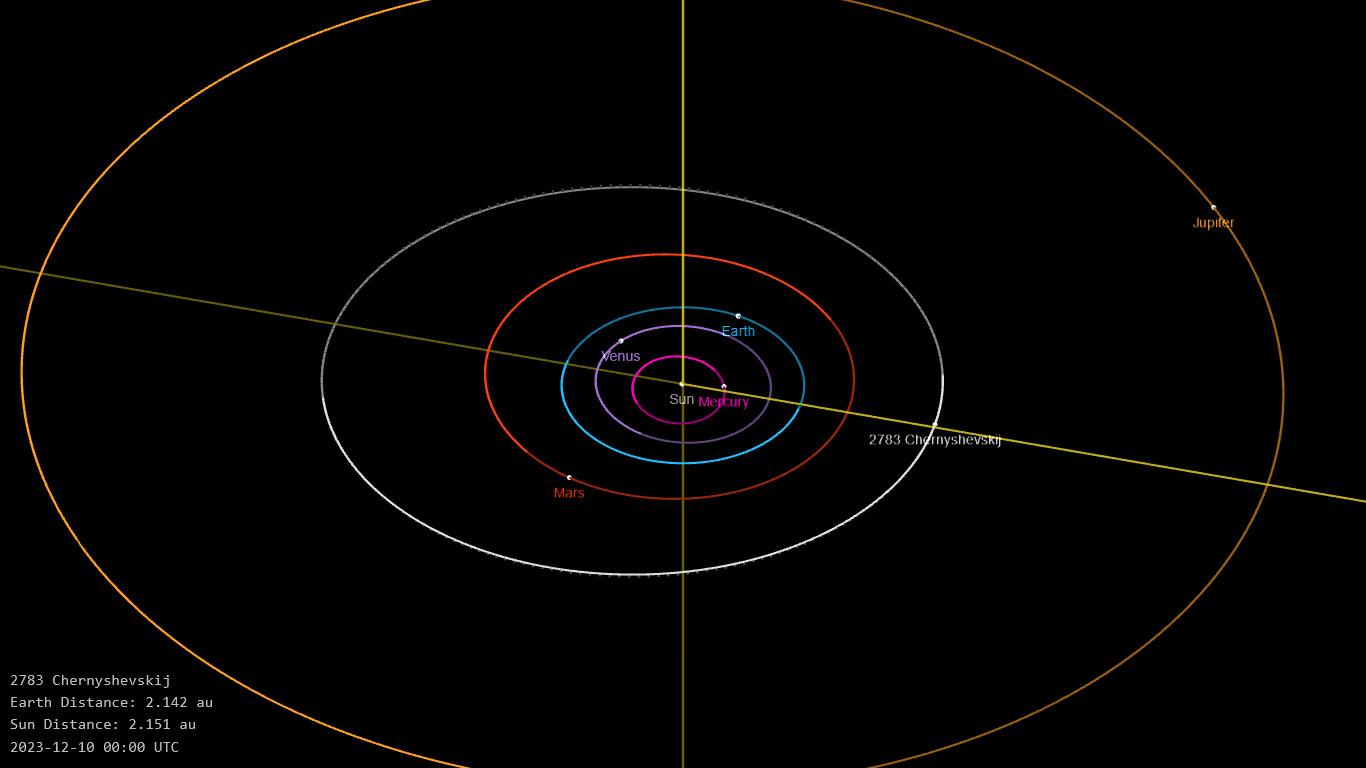
Орбита астероида Чернышевский и его положение в Солнечной системе

## Физические характеристики
Из наблюдений системы телескопов панорамного обзора и быстрого реагирования Pan-STARRS следует, что астероид относится к таксономическому классу LS.
По результатам наблюдений в видимом и ближнем инфракрасном диапазоне космического телескопа NEOWISE диаметр астероида оценивался равным 6,196±0,370 км, 6,24±0,70 км и 5,12±0,94 км. Согласно тем же источникам альбедо оценивается как 0,2647±0,0193, 0,261±0,068, 0,27±0,10 и 0,265±0,019.